# Solcom
Die Solcom GmbH (Eigenschreibweise: SOLCOM) ist ein Projektdienstleister mit Hauptsitz in Reutlingen. Auf der Lünendonk-Liste 2023 für Freiberufler-Vermittler in Deutschland belegt Solcom mit einem Umsatz von 233,8 Millionen Euro im Jahr 2022 Platz 6.

## Geschichte
Als Einzelunternehmen wurde Solcom 1994 gegründet, drei Jahre später folgte die Überführung in eine GmbH unter dem Namen Solcom Unternehmensberatung. Eine Dachorganisation, seit 2010 die Solcom Holding, wurde 2009 als Neckariba GmbH gegründet. Im Juli 2010 veräußerten die Gesellschafter der Solcom Unternehmensberatung eine Mehrheitsbeteiligung der Firma an die österreichische Lead Equities Gruppe. Die Solcom Unternehmensberatung wurde der Solcom Holding im Jahr 2012 unterstellt.
Am 1. Januar 2016 erfolgte die Umfirmierung der Solcom Unternehmensberatung GmbH in Solcom GmbH. Ebenfalls 2016 wurden Niederlassungen in München und Karlsruhe eröffnet, ein Jahr später folgte die Eröffnung eines Standortes in Hamburg. Der Gründer und geschäftsführende Gesellschafter Thomas Müller gab im Februar 2018 die Geschäftsführung von Solcom an Oliver Koch und Martin Schäfer ab. Er blieb bis 2022 als Gesellschafter und Berater im Unternehmen tätig.
Im Jahr 2018 gab es seitens der Staatsanwaltschaft in Tübingen Ermittlungen gegen Solcom und eine Hausdurchsuchung in den Geschäftsräumen des Unternehmens in Reutlingen wegen des Verdachts der Scheinselbständigkeit mit Freiberuflern. Solcom widersprach den Vorwürfen. Da seitens der Staatsanwaltschaft keinerlei Regelverstöße festgestellt werden konnten, wurden die Ermittlungen im März 2021 eingestellt.
Im Jahr 2021 eröffnete Solcom Niederlassungen in Stuttgart und Essen. Die Muttergesellschaft Solcom Holding GmbH wurde rückwirkend zum 1. Januar 2022 auf die House of IT Talents Germany GmbH verschmolzen. Seit Januar 2022 ist Solcom eine 100%ige Tochter der belgischen House of HR, eine Dienstleistungsgruppe im Bereich Personalwesen. Geschäftsführer von Solcom blieb Oliver Koch. Im Februar 2023 eröffnete Solcom eine Niederlassung in Berlin.
Im Jahr 2024 folgte die Umbenennung in von House of IT Talents in House of SOLCOM GmbH.

## Unternehmensstruktur
Oliver Koch ist Geschäftsführer der Solcom GmbH. Die Solcom Holding erwirtschaftete im Geschäftsjahr 2022 einen Konzernumsatz in Höhe von 233,8 Millionen Euro und beschäftigte 330 Mitarbeiter. Das Unternehmen betreibt selbst kein operatives Geschäft, da deren Geschäftsentwicklung sowie die Geschäftsentwicklung des Solcom Konzerns maßgeblich von der Geschäftsentwicklung der Solcom GmbH beeinflusst ist.
Neben dem Hauptsitz in Reutlingen unterhält das Unternehmen Niederlassungen in Stuttgart, Karlsruhe, München, Essen, Hamburg und Berlin.
Seit 2022 hält der belgische Personaldienstleister House of HR mit Sitz in Roeselare (Belgien) 100 % der Anteile an Solcom.

## Produkte und Dienstleistungen
Als Projektdienstleister führt Solcom Unternehmen mit Freiberuflern aus den Bereichen IT- und Engineering zusammen. Dazu bedient sich Solcom aus einem Pool von über 125.000 Freiberuflern und Partnern. Der Schwerpunkt der Geschäftstätigkeit des Unternehmens liegt in Deutschland und in der Schweiz.

## Engagement
Solcom ist seit 2017 Sponsor und Namensgeber des Solcom-Altstadtlaufs in Reutlingen, der von der Interessengemeinschaft Laufen (IGL) veranstaltet wird und erstmals 1992 stattfand.
Im August 2023 gab Solcom bekannt, in Zukunft als Haupt- und Namenssponsor der Basketballmannschaft TSG Reutlingen Ravens zu fungieren, die sich künftig TSG Solcom Ravens Reutlingen nennen wird. Solcom ist Mitglied im Bundesverband für selbständige Wissensarbeit.